# Salix paraflabellaris
Salix paraflabellaris — вид квіткових рослин із родини вербових (Salicaceae).

## Морфологічна характеристика
Це лежачий кущ до 3 см заввишки; стовбур повзучий, тьмяно-коричневий. Молоді гілочки злегка прямі, тьмяно-коричневі, голі. Листкова пластинка обернено-яйцювата чи обернено-яйцювато-еліптична, 10–17 × 7–12 мм, абаксіально (низ) бліда й укрита нальотом, щільно сірувато-біло ворсинчаста в молодості, стає голою, адаксіально зелена, гола, край віддалено городчастий або цільний, верхівка заокруглена чи злегка притуплена, рідше загострена. Сережки кінцеві, ≈ 5 мм у діаметрі.

## Середовище проживання
Пн.-зх. Юньнань. Населяє ущелини скель; на висотах 3500–4000 метрів.